# Anemos
Die Anemos ist ein Fährschiff, welches sich im Einsatz der griechischen Reederei Aegean Speed Lines befindet. Das Schiff wurde 1980 als Rosella der finnischen Reederei Viking Line in Dienst gestellt.

## Geschichte

### Planung und Bau
Die Anemos wurde als Rosella zusammen mit ihrem Schwesterschiff Turella Ende der 1970er Jahre in Auftrag gegeben, da die damals noch als SF Line bekannte Reederei nur drei Schiffe besaß, die zwar allesamt jünger als zehn Jahre waren, wegen ihrer geringen Größe jedoch nicht für die steigenden Passagierzahlen geeignet waren. Die Anemos wurde am 18. Januar 1979 bei Wärtsilä Turku Werft in Auftrag gegeben, ihr Schwesterschiff bereits im März 1978.
Am 14. August 1979 wurde die Rosella vom Stapel gelassen. Das Schiff erhielt seinen Namen in Anlehnung an die Region Roslagen in der schwedischen Provinz Uppland. Am 21. Mai 1980 wurde die Rosella an ihren Eigner übergeben und am 23. Mai 1980 auf der Strecke von Turku nach Mariehamn und Stockholm in Dienst gestellt.

### Dienstzeit
Die Rosella blieb acht Jahre lang auf der Strecke von Turku nach Mariehamn und Stockholm und war dort das größte eingesetzte Schiff, ehe sie im Oktober 1988 in dieser Funktion von der neuen Amorella abgelöst wurde.
Ursprünglich sollte das Schiff nach Indienststellung der Amorella an die Stena Line verkauft werden. Da die Jungfernfahrt des Schiffes wegen Verzögerungen im Bau jedoch um sieben Monate verschoben wurde, konnte die Rosella nicht wie geplant an Stena übergeben werden, weshalb die SF Line eine Entschädigung an die Reederei zahlen musste. Im August 1988 wurde schließlich das Schwesterschiff Turella an die Stena Line verkauft, da es in einem besseren Zustand war und sich für den neuen Dienst besser eignete. Nach der verzögerten Indienststellung der Amorella übernahm die Rosella die Route ihres verkauften Schwesterschiffes von Naantali über Mariehamn nach Kapellskär.
1993 wurde das Schiff bei Finnyards in Rauma modernisiert und mit zusätzlichen Kabinen auf Deck 4 ausgestattet. Anschließend wurde es ab dem 1. Januar 1994 wieder auf seiner alten Strecke zwischen Turku, Mariehamn und Stockholm in Dienst gestellt.

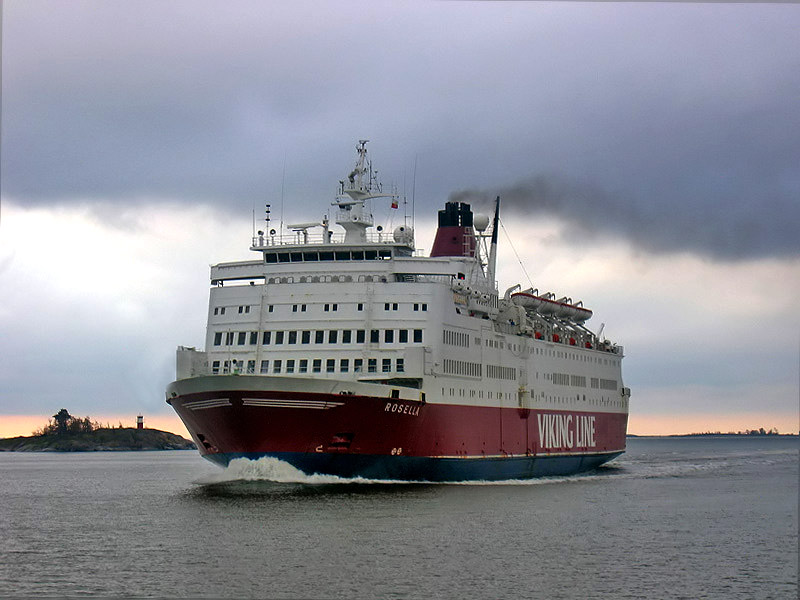
Die Rosella bei der Ankunft in Helsinki, Oktober 2007

Im April 1997 wurde die Rosella von der Isabella auf der Strecke von Turku nach Stockholm abgelöst und fortan in den Wintermonaten für 24-Stunden-Minikreuzfahrten zwischen Stockholm und Mariehamn eingesetzt. In den Sommermonaten war das Schiff wieder zwischen Naantali, Mariehamn und Kapellskär im Einsatz. Im Sommer 1999 wurde Naantali durch Stockholm ersetzt.
2003 wechselte die Rosella auf die Strecke von Helsinki nach Tallinn und blieb dort für die folgenden fünf Jahre, ehe sie im April 2008 von dem Neubau Viking XPRS abgelöst wurde. Um ihren defizitären Einsatz auf dieser Strecke zu begegnen, plante Viking Line ihre Ausflaggung. Die dagegen unternommenen Boykottmaßnahmen der Internationalen Transportarbeiter-Föderation wurden vom EuGH als Verstoß gegen die Niederlassungsfreiheit erkannt.
Am 30. Mai 2008 ersetzte das Schiff die 36 Jahre alte Ålandsfärjan auf der Strecke von Kapellskär nach Mariehamn. Ursprünglich sollte sie dort nur bis zur Indienststellung der neuen Viking ADCC im Jahr 2010 bleiben. Wegen Bauverzögerungen wurde der Bauauftrag jedoch storniert und das unvollendete Schiff zum Verkauf angeboten.
Die Rosella war seither auf der Strecke von Kapellskär nach Mariehamn im Dienst. Zwischendurch wurde sie wieder zwischen Tallinn und Helsinki eingesetzt. Mit ihrer Indienststellung im Mai 1980 war sie das älteste Schiff in der Flotte der Viking Line. Im Zuge der COVID-19-Pandemie diente die Rosella ab Ende März 2020 zur Sicherung des Warenverkehrs zwischen Schweden und Aland.
Im Dezember 2022 bestätigte die Viking Line den Verkauf des Schiffes an Greek Aegean Sealines Maritime Co. Der Kaufpreis betrug 11.250.000 Euro. Das Schiff wurde in Mariehamn am 17. Januar 2023 übernommen und umbenannt. Am 24. Januar 2023 verließ das Schiff als Anemos den Hafen von Mariehamn in Richtung Piräus. Während der Umbaumaßnahmen in Piräus brach im April an Bord auf Deck 5 ein Feuer aus, welches gelöscht werden konnte. Seit August 2023 bedient das Schiff die Strecke Piräus – Sifnos – Milos – Serifos – Ios – Santorini.